# Arquivo Histórico de São Tomé e Príncipe
O Arquivo Histórico de São Tomé e Príncipe (AHSTP) é uma instituição governamental responsável pela gestão e conservação do património arquivístico de São Tomé e Príncipe. Foi fundada a 7 de junho de 1969, e situa-se na capital são-tomense, São Tomé.